# Enrico di Borbone-Francia
Enrico Carlo Ferdinando Maria Deodato di Borbone-Francia (noto anche come Enrico d'Artois, in francese Henri d'Artois; Parigi, 29 settembre 1820 – Lanzenkirchen, 24 agosto 1883), fu re di Francia dal 2 al 9 agosto 1830 con il nome di Enrico V di Francia, e poi pretendente al trono. Alla nascita assunse il titolo di duca di Bordeaux e poi quello di conte di Chambord, con cui fu maggiormente noto durante il lungo periodo dell'esilio. Era figlio di Carlo Ferdinando duca di Berry, secondogenito di Carlo X di Francia, e di Carolina di Borbone-Due Sicilie.
Nel 1830, all'abdicazione del nonno Carlo X e dopo la rinuncia da parte di suo zio Luigi Antonio (futuro pretendente "Luigi XIX") ai propri diritti sul trono francese, egli fu designato quale erede da Carlo X stesso. Enrico V tuttavia non esercitò mai le funzioni di monarca a causa dell'ascesa al trono del Duca d'Orléans. Da quel momento iniziò per lui e per la sua famiglia un lungo periodo di esilio, la cui prima tappa fu il Regno Unito.
Ritornato in Francia dopo la caduta del Secondo Impero francese nel 1870, radunò attorno a sé la maggioranza monarchica della nuova assemblea nazionale, si riconciliò con il ramo degli Orléans, ma assistette al fallimento di un progetto di restaurazione della monarchia, a seguito del rifiuto della maggioranza dei deputati di accettare la bandiera bianca e del suo rifiuto di adottare la bandiera tricolore.
Fu l'ultimo discendente legittimo maschio di Luigi XV di Francia e di sua moglie, Maria Leszczyńska. La sua morte senza eredi, avvenuta nel 1883, segnò l'estinzione del ramo degli Artois e della casata capetingia dei Borbone-Francia e l'apertura di una lite (ancora oggi in corso) tra le case borboniche di Spagna e Orléans, ciascuna reclamante il proprio ruolo di pretendente alla corona virtuale di Francia.

## Biografia

### Infanzia

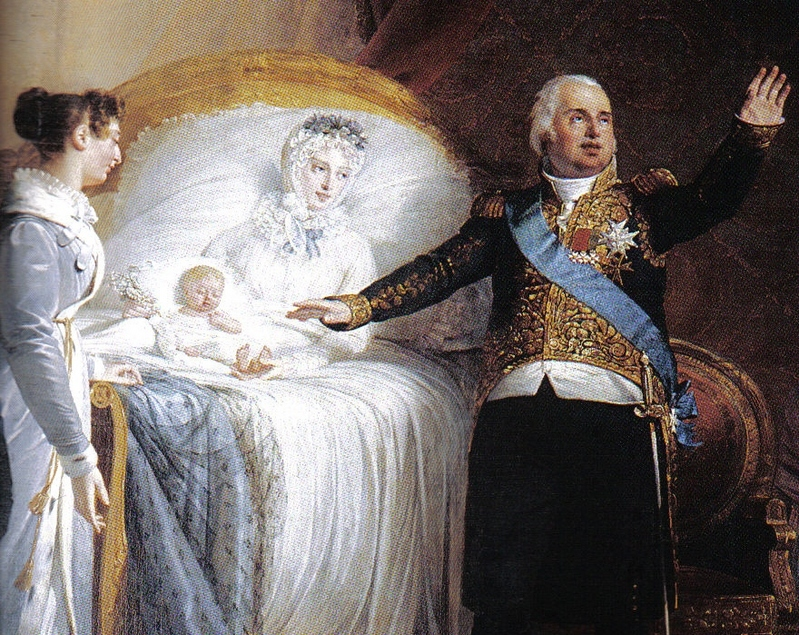
La nascita del Duca di Bordeaux, annunciata alla corte da Luigi XVIII.

Enrico di Borbone nacque il 29 settembre 1820 a Parigi, presso il Pavillon de Marsan, parte del palazzo delle Tuileries. Egli era figlio postumo di Carlo d'Artois, duca di Berry e di Carolina di Borbone-Due Sicilie. La nascita di Enrico, a sette mesi dall'assassinio del padre, permetteva così la continuazione della linea principale dei Borbone di Francia, motivo per cui gli venne imposto anche il nome di Dieudonné (in italiano Deodato, letteralmente "donato da Dio"); questo fatto gli valse dal poeta francese Alphonse de Lamartine l'appellativo di "bimbo del miracolo" (enfant du miracle).
Al momento della nascita il prozio Luigi XVIII gli conferì il titolo di duca di Bordeaux, che Enrico mantenne fino al 1830, in seguito all'abdicazione del nonno Carlo X e dello zio Luigi Antonio di Borbone. In esilio, egli assunse invece il titolo di cortesia di conte di Chambord, dal nome di un castello offertogli da una sottoscrizione nazionale.

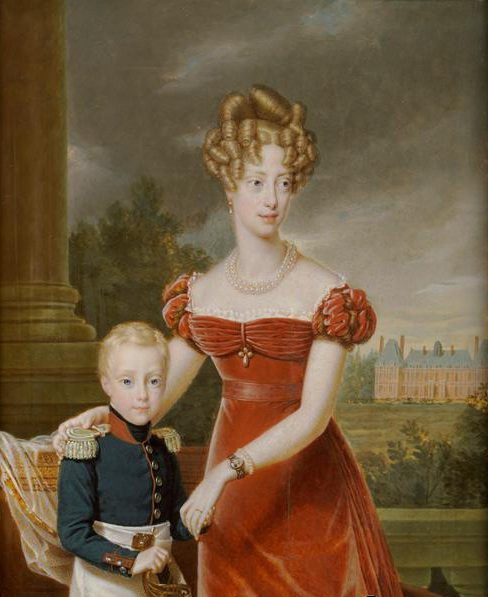
La Duchessa di Berry con il figlio Enrico in un ritratto del 1828

Venne battezzato il 1º maggio 1821 nella cattedrale di Notre-Dame di Parigi con padrini i suoi zii, i duchi di Angoulême. Nel 1828, suo nonno, che era divenuto il nuovo sovrano francese dal 1824 con il nome di Carlo X, affidò la sua educazione al barone Ange Hyacinthe Maxence de Damas il quale predispose per il giovane erede un'educazione prevalentemente improntata sui valori religiosi, oltre che allo studio delle lingue (in particolare tedesco e italiano), l'esercizio fisico e l'arte militare.

### Rivoluzione del 1830

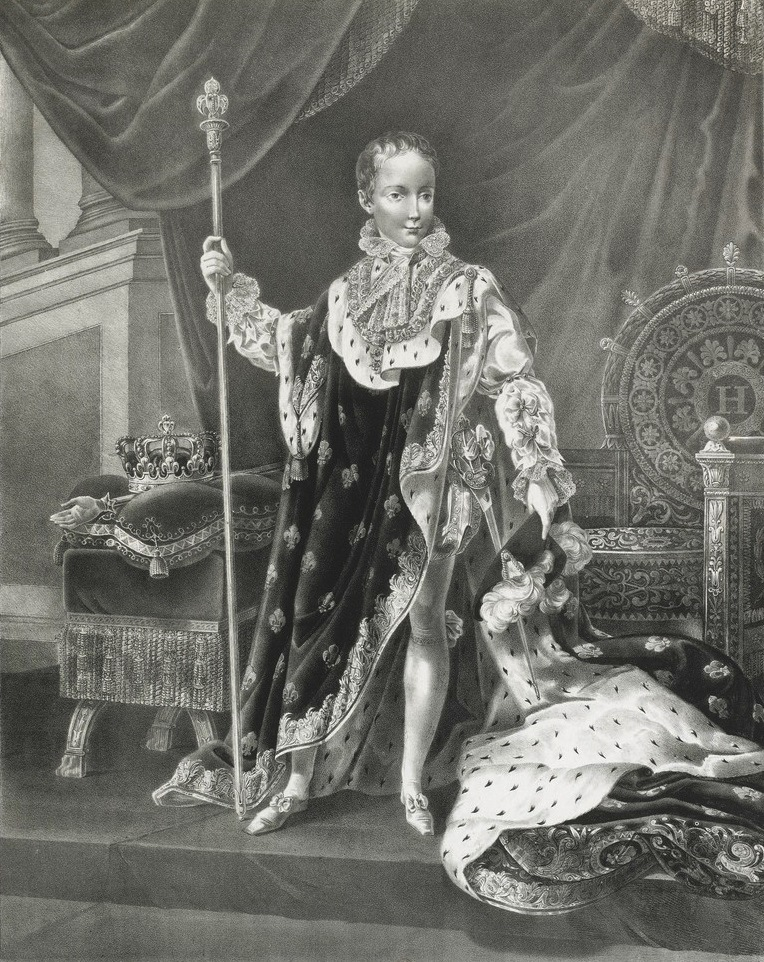
Enrico V di Francia negli abiti dell'incoronazione (mai avvenuta)

Nel 1830 il re Carlo X abdicò in suo favore in seguito alla Rivoluzione di luglio, scoppiata in seguito al tentativo del re e del primo ministro Jules de Polignac di restaurare di fatto la monarchia assoluta al posto del governo costituzionalista basato sulla Carta francese del 1814, ma il parlamento non accettò questa abdicazione, accompagnata peraltro anche da quella del Delfino, malgrado gli sforzi del grande scrittore François-René de Chateaubriand, Pari del Regno (ex Camera dei Pari), inviato al Senato dai Borboni dove tenne un famoso, appassionato discorso in difesa del piccolo Enrico V, succeduto ope legis sul trono a séguito delle due abdicazioni.
Quattro interpretazioni storiografiche e politiche si divisero da subito sul passaggio formale di potere:
- l'interpretazione orleanista, per cui da Carlo X si passa agli Orléans, e solo eventualmente a Enrico
- l'interpretazione dei legittimisti intransigenti "carlisti" per cui nessuna delle abdicazioni fosse valida, quindi Carlo sarebbe rimasto formalmente re fino al 1836, anno della sua morte, poi si sarebbe passati a Luigi e infine a Enrico nel 1844
- l'interpretazione enrichista seguita da Carlo X, secondo cui da Carlo si passa direttamente Enrico, tramite la rinuncia di Luigi Antonio
- l'interpretazione dei legittimisti enrichisti maggioritari, secondo cui tutte le abdicazioni sono valide, per cui Carlo X abdica la sera del 2 agosto, per venti minuti Luigi XIX è re de jure (uno dei regni più corti della storia assieme a quello di Costantino I di Russia), poi il trono passa a Enrico V.

Carlo X nominò reggente temporaneo (Luogotenente generale) per gestire la transizione il cugino Luigi Filippo d'Orléans. Questi chiese che il piccolo Enrico andasse a Parigi per avere l'investitura formale in Parlamento, ma alla duchessa di Berry, che intendeva presenziare con il figlio alle Camefe, fu impedito di andare, e Carlo X e Luigi Antonio, ormai partiti dalla capitale, si rifiutarono di far partire il bambino da solo finché il nuovo governo non si fosse insediato e la situazione calmata, né si arrischiarono ad accompagnarlo. Inoltre parlamento e popolo parigino premevano per estromettere i Borboni come condizione per accettare la monarchia, e si risolsero a non accettare la successione.
Il Senato quindi, dichiarata la vacanza del trono di Carlo X il 7 agosto, nominò re Luigi Filippo di Borbone-Orléans con il nome di Luigi Filippo I instaurando un regime costituzionale parlamentare di tipo liberale-borghese, la monarchia di luglio e i Borbone-Francia furono costretti all'esilio nuovamente. Tuttavia da più parti si considera che tra il 2 agosto giorno dell'abdicazione di Carlo X e dello zio Luigi XIX, e il 9 agosto, giorno dell'ascesa al trono di Luigi Filippo, o perlomeno fino al 7, Enrico possa essere considerato re legale o re titolare di Francia e Navarra per quella settimana; ne conseguirebbe, quindi, che il 1830 vide quattro re sul trono di Francia: Carlo X, Luigi XIX, Enrico V e Luigi Filippo.

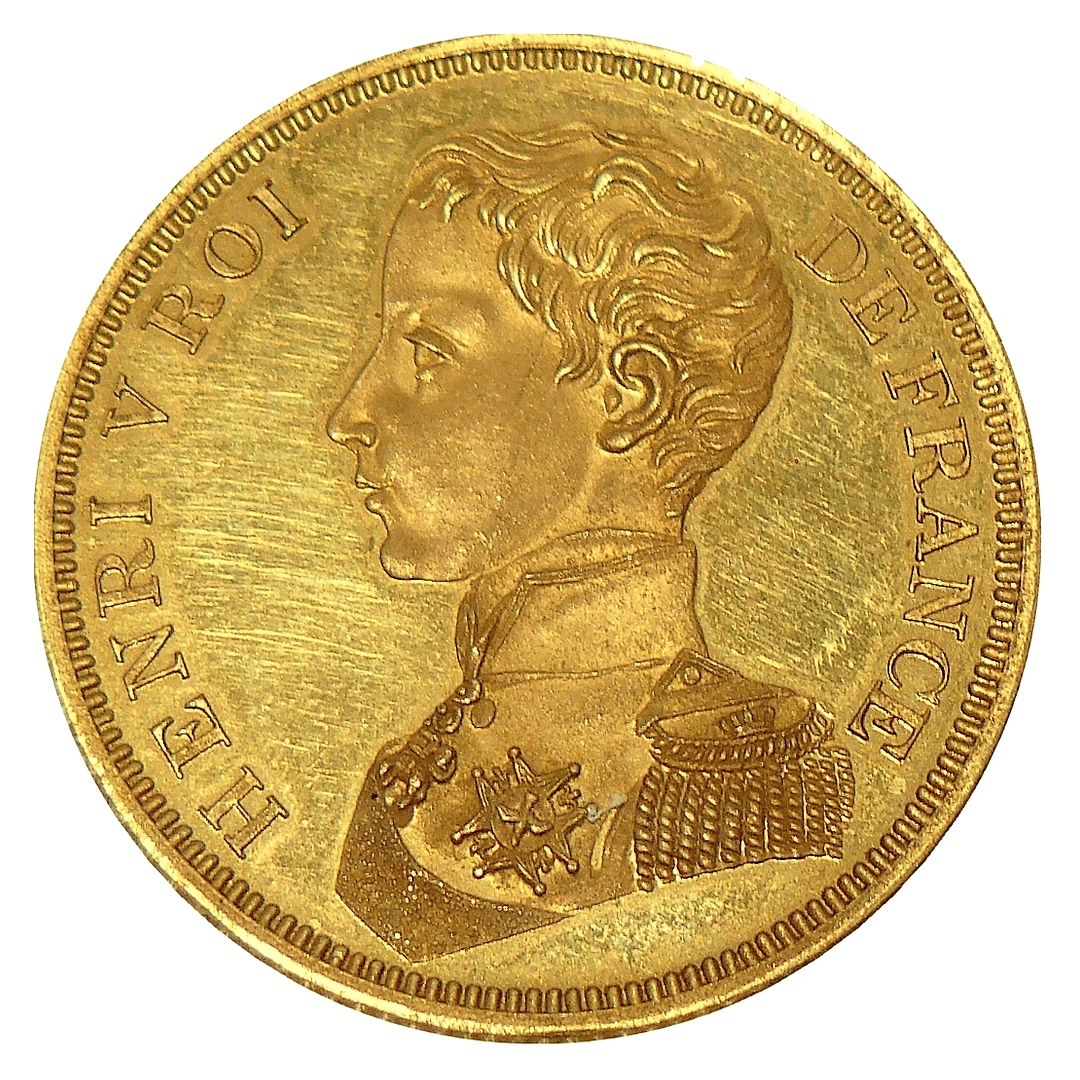
Prova di una moneta da cinque franchi raffigurante il giovane Enrico V (mai emessa)

La rivoluzione del 1830 e l'avvento al potere della monarchia orleanista lo costrinsero quindi all'esilio, come avvenne del resto per tutta la famiglia reale dei Borbone di Francia a partire dal 16 di agosto fino al 1871 quando il divieto d'ingresso fu rimosso.
La morte del primogenito di Carlo X, Luigi Antonio duca di Angoulême, avvenuta nel 1844, finì con l'indirizzare le simpatie dei monarchici tradizionalisti nella persona del conte di Chambord, che venne considerato d'ora innanzi l'unico erede legittimo al trono di Francia. Secondo la successione legittimista, il conte di Chambord fu quindi ritenuto a tutti gli effetti pretendente alla corona francese e re titolare, mentre Luigi Filippo fu considerato solo un usurpatore, benché formalmente l'Orlèans era comunque il primo in linea di successione, poiché Enrico non aveva avuto figli e la legge salica era in vigore.
A giugno del 1832, approfittando dei disordini anti-orleanisti nati con l'insurrezione repubblicana di Parigi del 1832 di quei giorni, la madre di Enrico, la duchessa di Berry, tentò di sollevare nuovamente la Vandea in una nuova guerra, in favore del figlio, ma fallendo e venendo arrestata per un periodo. Incinta del conte Lucchesi-Palli, suo presunto secondo marito, forse sposato in segreto, la duchessa fu rilasciata ed espulsa dalla Francia, ma Carlo X le impedì di rivedere il giovane Enrico, a causa di questo scandalo.

### Esilio e monarchia di luglio

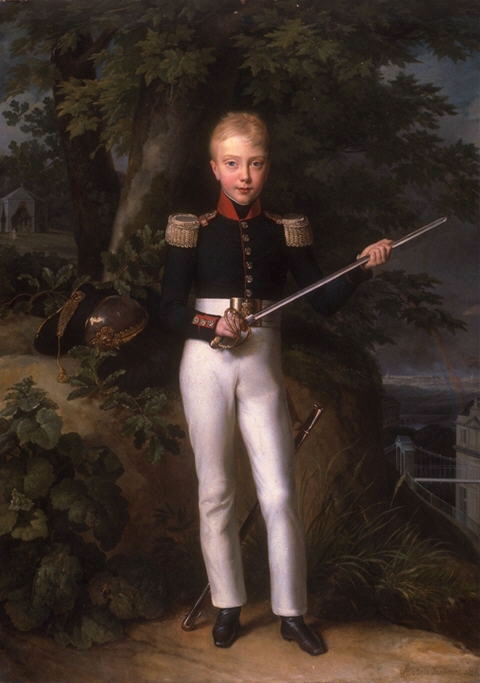
Ritratto di Enrico di Borbone-Francia del 1828

La famiglia reale, caduta ormai in disgrazia, si trasferì al castello di Holyrood, in Scozia. Nell'aprile del 1832, come detto la duchessa di Berry, madre di Enrico, decise autonomamente di sbarcare in Francia nella speranza di provocare una rivolta nell'ovest della Francia la quale, nella sua ottica, avrebbe restituito al figlio il suo trono. Il tentativo fallì a giugno e la duchessa venne arrestata nel novembre 1832 e imprigionata nella cittadella di Blaye dove, tra l'altro, darà alla luce la figlia che aspettava, frutto del suo matrimonio segreto con il conte Lucchesi-Palli. La bambina morirà poco dopo. Discreditata, la duchessa venne costretta nuovamente all'esilio lontano dalla famiglia e l'ormai ex sovrano Carlo X decise pertanto di affidare l'educazione dei suoi nipoti a Maria Teresa Carlotta, la moglie di Luigi Antonio, e figlia del defunto Luigi XVI e di Maria Antonietta, che gli instillò i principi dell'assolutismo.
A ottobre del 1832 la famiglia di Carlo X lasciò il Regno Unito per stabilirsi nel palazzo reale di Praga, in Boemia. L'educazione del duca di Bordeaux venne affidata questa volta a un ecclesiastico nella persona di monsignor Denis-Luc Frayssinous. Il 27 settembre 1833, raggiunta ormai la maggiore età fissata in tredici anni dalle leggi del regno di Francia, il principe Enrico ricevette per la prima volta in udienza un gruppo di legittimisti che si autodefinirono enrichisti e che lo salutarono al grido di "Lunga vita al re!" ". Al loro ritorno in Francia questi ultimi vennero perseguiti dal governo di Luigi Filippo, ma assolti dalla corte d'assise. Il primo atto che il duca di Bordeaux compì in occasione della sua maggiore età fu quello di pubblicare una "solenne protesta contro l'usurpazione di Luigi Filippo".
A ottobre del 1836 l'ex famiglia reale dovette lasciare Praga alla volta di Gorizia dove Carlo X morì il 6 novembre. Suo figlio, il delfino, che portava il titolo di cortesia di conte di Marnes, divenne di diritto "Luigi XIX" agli occhi dei legittimisti carlisti.
Il 28 luglio 1841 il conte di Chambord subì un incidente a cavallo, che lo costrinse a un lungo periodo di ferma. Nell'ottobre 1843, si recò a Londra, dove ancora una volta ricevette dei legittimisti dalla Francia a Belgrave Square, tra cui lo scrittore François-René de Chateaubriand.
Nel 1844, alla morte senza eredi dello zio Luigi XIX, Enrico d'Artois divenne il capo effettivo della casata dei Borbone di Francia e pretendente al trono francese a tutti gli effetti con il titolo di Enrico V, riunendo il campo legittimista che si era trovato diviso fra chi, strenuamente intransigente, aveva continuato a sostenere la titolarità regia solo in virtù della stretta discendenza, e chi invece aveva già riconosciuto l'atto di abdicazione di Carlo X e Luigi XIX del 1830; altri ancora però, più concilianti con gli Orléans, sostennero che Enrico V andasse collocato, in linea di successione, solo dopo l'abdicazione di Luigi Filippo (che aveva indicato il nipote Luigi Filippo II a succedergli ma senza riuscirvi) nel 1848, quando cioè il trono rimase vacante.
Nel 1846 sposò Maria Teresa di Modena (1817 – 1886), figlia di Francesco IV di Modena dalla quale non ebbe figli.

### Periodo della seconda repubblica francese

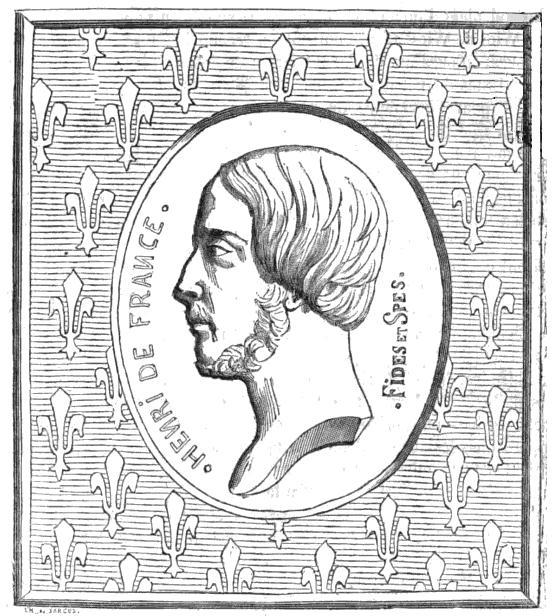
Profilo di Enrico di Borbone-Francia ritratto da Marie de Sarcus

A febbraio del 1848 in Francia scoppiò la Rivoluzione del 1848; Luigi Filippo venne costretto ad abdicare in quello stesso anno e venne proclamata al suo posto la repubblica. Il conte di Chambord vide la caduta degli Orleans dal trono di Francia come la giusta punizione per degli usurpatori, ma si astenne da una qualsiasi manifestazione di pubblico giubilo. Il principe Luigi Napoleone Bonaparte venne eletto presidente della repubblica nel dicembre del 1848. Nel maggio del 1849, tuttavia, durante le elezioni, il fronte monarchico riprese piede all'Assemblea Nazionale. Il principe-presidente entrò ben presto in conflitto con questa fazione che rappresentava gli ideali a lui opposti. Con il colpo di stato del 2 dicembre 1851, quindi, Luigi Napoleone prese personalmente il potere e, nell'ottobre 1852, dichiarò il ripristino dell'impero francese. A quel punto Enrico d'Artois non poté più trattenersi sulle sue posizioni e decise di intervenire con la pubblicazione di un manifesto datato 25 ottobre 1852, in cui dichiarava:
Immediatamente dopo aver firmato questo manifesto, il principe Enrico specificò ai suoi sostenitori la linea di condotta pubblica che si sarebbe aspettato da loro: assoluto divieto di partecipazione alla vita pubblica dell'impero, astenersi dal voto e dalla candidatura a cariche elettive.

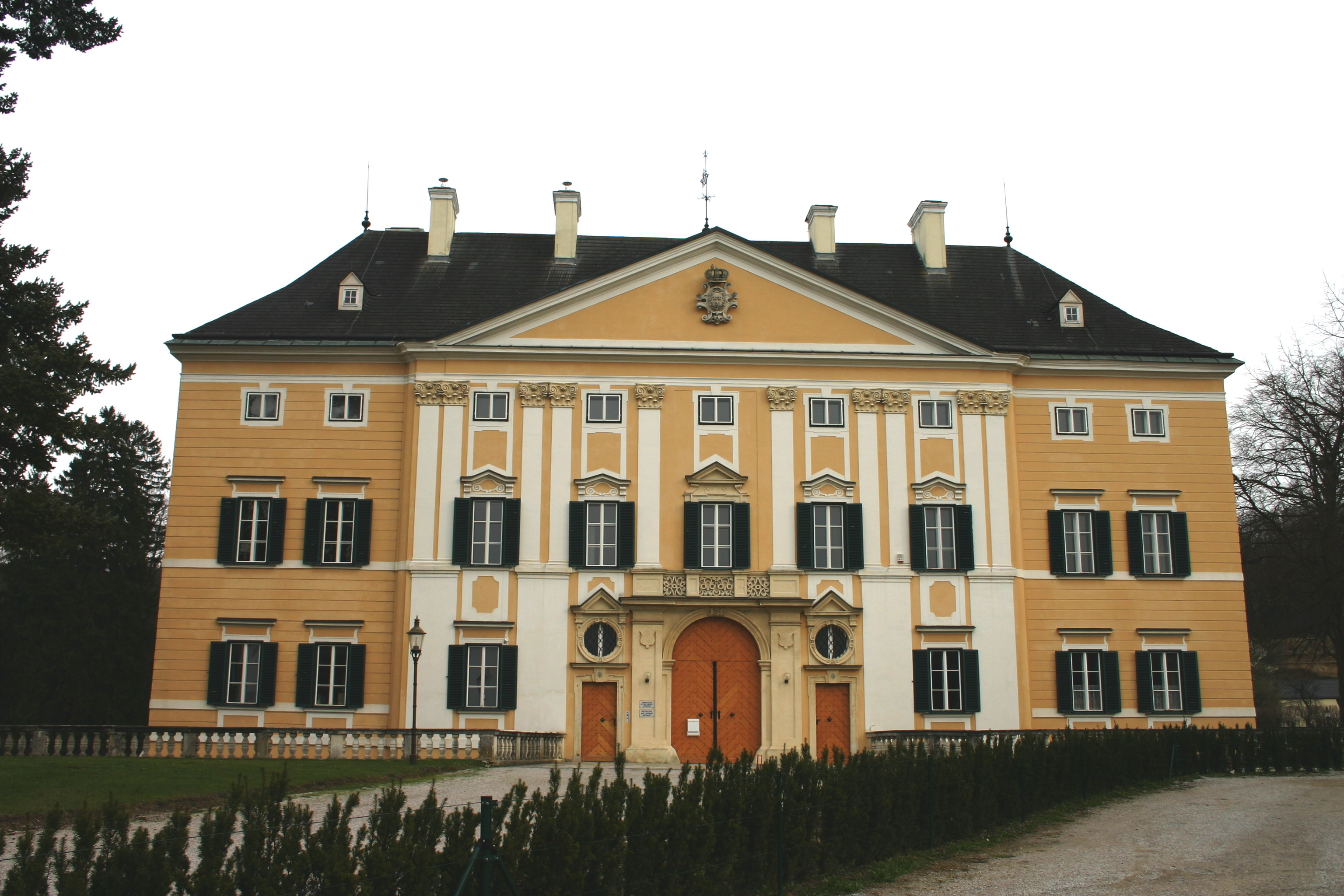
Il castello di Frohsdorf, in Bassa Austria, dove Enrico si ritirò con la sua famiglia

In questa situazione complessa per l'istituto monarchico francese, nel giugno 1848, Enrico prese per primo l'iniziativa di un gesto di riconciliazione con la famiglia degli Orléans. Nel 1850, alla morte di Luigi Filippo, fece celebrare una messa in memoria del defunto e scrisse alla sua vedova, la regina Maria Amalia. Malgrado questo tentativi le due famiglie rimarranno divise su due fronti, anche se l'intento di Enrico era proprio quello di costituire un fronte comune per ostacolare l'impero napoleonico e riportare la monarchia in Francia.
Nel 1851, ereditò il castello di Frohsdorf, da sua zia la delfina di Francia, luogo ove si trasferì definitivamente, facendo di esso un tempio dei legittimisti: in breve tempo Enrico riuscì a raccogliere una serie di ritratti della famiglia reale, bandiere bianche offerte a Carlo X nell'agosto del 1830, regali portati dai legittimisti. Per dimostrare la propria volontà di continuare a occuparsi del "suo" Stato, aprì nella tenuta di Frohsdorf due scuole, una per i bambini del castello e una della parrocchia locale. Dal castello, più volte, Enrico si porterà a viaggiare in Svizzera, Paesi Bassi, Regno Unito, Germania e Grecia con l'intento di portare il messaggio legittimista in Europa e spingere sempre più persone e governi ad appoggiarlo.
Nel 1861 intraprese un viaggio di due mesi e mezzo in oriente, fatto che gli permise di compiere il pellegrinaggio in Terra Santa che da tempo desiderava compiere.

### Elaborazione di un nuovo progetto di monarchia

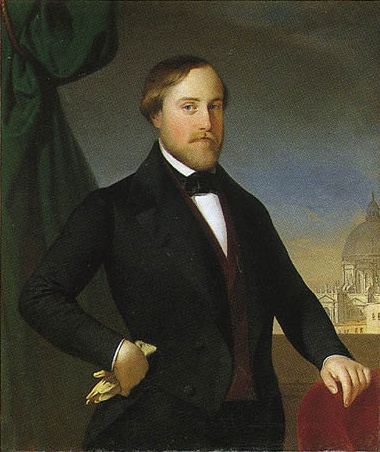
Enrico di Borbone-Francia in un ritratto di Adeodato Malatesta.

Mentre in Francia era ancora attivo il secondo impero, Enrico di Borbone continuava a tramare nell'ombra nel tentativo di ricostituire una monarchia dopo l'inevitabile crollo che egli aveva predetto del regime napoleonico. Egli era sempre costantemente informato sugli avvenimenti che si svolgevano in patria tramite una fitta rete di corrispondenti segreti. Dal 1862, decise infine di diramare le proprie posizioni elaborate per una futura monarchia, di modo che i suoi simpatizzanti potessero iniziare a diffonderle, preparando il popolo. Ispirandosi a ciò che il popolo chiedeva, coniugato con il suo ideale di monarchia, egli avrebbe secondo il proprio progetto pensato a un sistema politico moderno caratterizzato da decentramento amministrativo e politico, autonomie locali ma anche un'attenzione particolare al sociale. Il principe non rinunciò così agli ideali reazionari di monarchia assoluta per diritto divino di suo nonno Carlo X, in cui era stato educato dalla madre e dalla zia (e cugina) Madame Royale, preferendo l'esilio anziché accettare la monarchia costituzionale parlamentare ma, come già il prozio Luigi XVIII, cercò di adeguarla alla nuova Francia, disegnando un sistema politico di monarchia costituzionale pura, in cui il re partecipa al governo pur in presenza di Parlamento ed elezioni e nel rispetto di una Costituzione.

#### Influenze di pensiero
Tra coloro che influenzarono pesantemente il pensiero del conte di Chambord nell'elaborazione della sua idea di monarchia, vi fu certamente Louis-Édouard Pie, vescovo di Poitiers (poi cardinale), che si presentava tra i principali e più rilevanti legittimisti in Francia. Tra gli altri si ricordano gli scrittori Antoine Blanc de Saint-Bonnet, Pierre-Sébastien Laurentie e François-René de Chateaubriand, e i filosofi della Restaurazione, Félicité de La Mennais, Joseph de Maistre e Louis de Bonald, peraltro divergendo su alcuni punti dagli ultimi due (Enrico non condivideva l'ultramontanismo di Maistre, per cui il papa non era solo capo spirituale ma anche guida politica dell'Europa, ed era favorevole alla presenza di una Costituzione scritta).

#### Progetto di costituzione
Il conte di Chambord elaborò in esilio una nuova costituzione per la Francia che rendesse tutti i sudditi del "suo" regno uguali davanti alla sua persona, nonché la parità di accesso agli uffici e alle cariche pubbliche, senza la divisione netta dei tre stati. Con questo atto egli non solo abbracciò quella egalité parte del motto rivoluzionario, ma si scagliò anche contro alcuni pensatori controrivoluzionari, affermando di essere favorevole a leggi organiche che garantissero le libertà pubbliche ridefinendo i meccanismi di funzionamento del governo. 
Sostenne quindi una monarchia costituzionale "esecutiva", con presenza di Parlamento, ma fu contrario all'orleanismo liberale e alla monarchia costituzionale parlamentare all'inglese. In questo egli si oppose, proprio come Carlo X, in particolare alla definizione data da Adolphe Thiers del governo monarchico secondo il quale "il re regna ma non governa". Nell'ottica politica di Enrico il re aveva il potere di nominare o revocare i ministri (tra cui il Primo Ministro), come nella forma originale dello Statuto Albertino italiano e nella Carta francese del 1814, dando loro precise istruzioni di operato di modo che insieme e in collaborazione potesse svolgersi degnamente il governo, detenendo egli anche il diritto di veto sulle leggi del Parlamento.
Nel progetto politico elaborato da Enrico di Borbone, il ruolo del parlamento era quello di controllore, privo dei poteri di rovesciare l'intero governo: il parlamento si sarebbe occupato di votare le tasse e di approvare il bilancio annuale oltre alla partecipazione nell'elaborazione delle leggi dello stato. Si dimostrò favorevole al bicameralismo, con un parlamento composto di camera bassa elettiva e camera alta di nomina regia. Pretese che il sovrano avesse il diritto di sciogliere senza riserve la camera.

#### Suffragio universale e decentralizzazione del potere

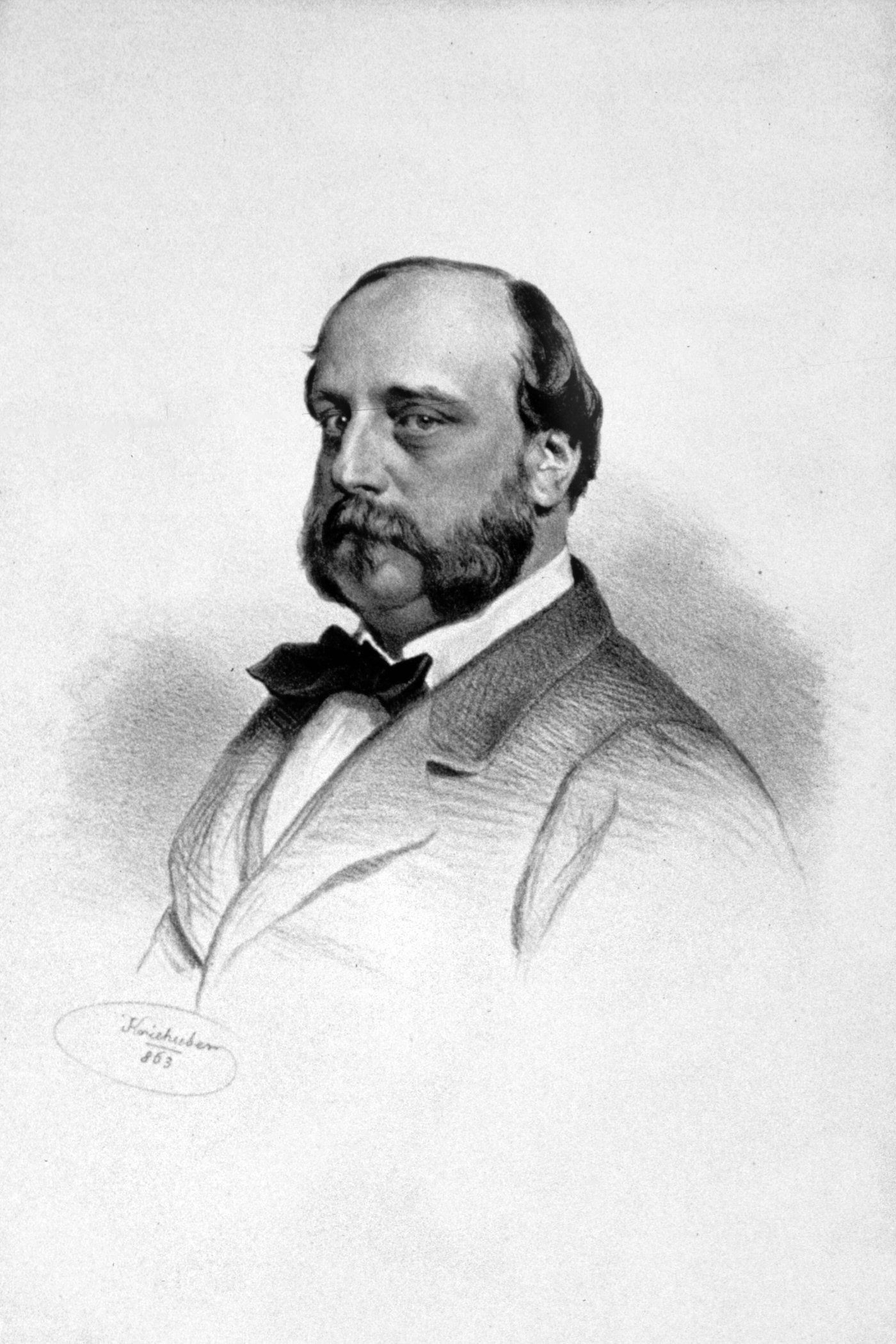
Enrico di Borbone-Francia in una litografia d'epoca

Per quanto riguarda il suffragio universale, il conte di Chambord si dichiarò apertamente favorevole; inizialmente propose una forma particolare di suffragio ristretto non censitario, coinvolgente nell'elezione della Camera bassa del Parlamento i capifamiglia e i delegati di gruppi rappresentativi e produttivi (suffragio familiare e suffragio di rappresentanza degli interessi economici e sociali), con ammissione eventuale del suffragio femminile, in un sistema simile a quello dei grandi elettori; credeva, come gli disse Villèle, che suo nonno avrebbe mantenuto il trono se glielo avesse chiesto il suo popolo. Le sue idee si avvicinarono dunque a quelle del marchese di Franclieu che gli aveva fatto pervenire un suo studio dal titolo Le Suffrage Universelle, scritto nel 1866 e che venne pubblicato ufficialmente solo nel 1874. Secondo Franclieu, una votazione popolare era più importante di una votazione elitaria censitaria come nella carta francese del 1814 e consentiva al sovrano di avere un polso più chiaro della situazione nazionale. Il diritto di voto veniva, nell'ottica di Franclieu, diviso per famiglie e corporazioni, e ciascun capo famiglia avrebbe avuto tanti voti quanti figli egli disponeva, dal momento che le famiglie numerose erano considerate "più stabili, più sagge, più meritevoli". Il secondo principio che ispirò il pensiero di Enrico di Borbone fu la rappresentatività di tutti gli interessi economici e sociali alla camera con l'introduzione di personalità del mondo dell'agricoltura, della proprietà terriera, dell'industria, del commercio, del lavoro e della scienza. Si trattava di una sorta di democrazia corporativa ante-litteram.
La questione del suffragio appariva poi nell'ottica di Enrico come inseparabile da quella del decentramento e autonomismo degli organi dello stato nella misura in cui egli sosteneva la creazione di autorità locali che avessero buone capacità amministrative. Questo progetto federale si basava sulla monarchia federativa-feudale precedente all'assolutismo centralista di Luigi XIV, e sul carlismo spagnolo, e avrà fortuna nel movimento monarchico francese del XX secolo, portato avanti per esempio da Charles Maurras. Così dichiarava poi Enrico, esprimendosi per il suffragio universale di tutti i sudditi al primo livello, con elezione indiretta nei due ulteriori livelli: "C'è ancora in Francia una vita municipale, una vita provinciale, una vita nazionale da riprendere in mano. Ognuna di queste vite deve avere un proprio organismo funzionante. Il sistema elettorale che raccomando è quindi quello basato sul suffragio universale a tre stadi e diretto solo per il primo; tutte le persone eleggono consiglieri, che eleggono consiglieri provinciali, i quali a loro volta eleggono il Consiglio nazionale, cioè i deputati".

#### Libertà religiosa, d'insegnamento e di stampa
Il principe Enrico, pur ritenendo fondamentale il cattolicesimo, considerava la libertà religiosa come "inviolabile e sacra", intendendo garantirla per chiunque - come stabilito dall'editto di Nantes di Enrico IV, da quello di Versailles di Luigi XVI e da Luigi XVIII - compresi ebrei e protestanti, ma senza che i vescovi potessero ingerire nella vita pubblica del paese, il che sarebbe "perlomeno contrario alla dignità e agli interessi della religione, oltre che al bene dello Stato" (riprendendo, contro le idee dei filosofi della Restaurazione, la tradizione del gallicanesimo giuridico parzialmente in vigore ai tempi di Luigi XIV)
Sempre secondo Enrico lo Stato avrebbe dovuto d'altro canto garantire l'istruzione servendosi anche delle istituzioni religiose che da secoli si occupavano di tale pratica. Secondo Enrico di Borbone, insistendo sulla libertà di educazione e sulla possibilità dei cittadini di scegliere se e quali scuole frequentare, si dava sviluppo alla libertà di coscienza e quindi alla libertà di espressione e di stampa, riconoscendo quindi questi tre cardini come fondamentali per una società definibile come moderna.

#### Giustizia, esercito, politica estera e coloniale
Il 6 gennaio 1855, con una sua lettera ai suoi sostenitori, Enrico di Borbone parlò per la prima volta di un tema a lui particolarmente caro, quello dell'indipendenza della magistratura, traendo spunto da un fatto di cronaca locale dell'epoca nel quale un magistrato era stato costretto ad andare forzatamente in pensione dal governo perché, nell'ottica dei monarchici, giudicato "scomodo" per i repubblicani.
Egli si scagliò inoltre, sempre muovendosi nel solco di Luigi XVIII, contro la coscrizione obbligatoria che, a suo parere, portava molti danni in particolare nelle campagne: strappare alla loro vita per portare alle armi coloro che potevano coltivare la terra, e arricchire il paese durante il periodo bellico, appariva controproducente, come del resto spendere somme per l'equipaggiamento dei coscritti, denaro che sarebbe stato senz'altro meglio impiegato per perfezionare l'armamento pesante e le tecniche di fuoco dell'esercito; per non parlare poi del sacrificio personale di tanti giovani francesi assolutamente impreparati alla guerra. Enrico si dimostrò invece favorevole a un esercito professionale volontario, molto tecnico, altamente gerarchizzato e, dopo il 1871, molto più orientato verso la "linea blu dei Vosgi" anziché nell'espansione coloniale.
Ostile alla politica estera di Napoleone III che egli considerava come avventurosa e imprudente, egli si oppose strenuamente al rafforzamento della Prussia e alla dissoluzione dello Stato Pontificio, entrambe avvenute nel 1870-71. Egli si propose di riprendere alla Francia la regione dell'Alsazia e della Lorena strappandole all'Impero tedesco che le aveva conquistate con la guerra franco-prussiana del 1870, oltre a impegnarsi per ottenere garanzie per l'indipendenza del papato dopo la presa di Roma da parte del Regno d'Italia, senza però specificare oltre questo suo pensiero. Egli desiderava orientare la politica estera della Francia nella direzione di una lotta contro i maomettani e nel mantenimento delle colonie in possesso dello stato, in particolare nella questione algerina.
Il 30 gennaio 1865 pubblicò le sue riflessioni nella nota Lettera sull'Algeria nella quale egli auspicò che nel territorio nordafricano si costruissero scuole, si sviluppassero opere pubbliche, si costituissero associazioni agricole, commerciali e industriali. Insistette sulla necessità di promuovere la civilizzazione e il cristianesimo in Algeria e ricevette in questo l'approvazione del papa Pio IX. Il principe non si pronunciò direttamente sulla politica coloniale francese, ma affermò la necessità di non lasciare il monopolio del mare all'Inghilterra, rafforzando la marina nazionale e formando al meglio gli amministratori delle colonie.

#### Agricoltura e contadini
Nella sua Lettera sull'agricoltura pubblicata il 12 marzo 1866, Enrico di Borbone ricordò i grandi valori connessi alla terra e i suoi legami con la cultura della Francia; egli sostenne il protezionismo, non vedendo alcun interesse nel ridurre le barriere doganali, fermando così lo spopolamento di alcune aree rurali.

#### Politica del lavoro
Nel 1848 scrisse: "aiutare i francesi che soffrono è servire la patria". Già dal 30 ottobre 1846 il principe Enrico aveva chiesto al marchese de Pastoret di organizzare seminari di beneficenza a Chambord e nelle foreste che gli appartenevano, offrendo lavoro agli abitanti più poveri durante il periodo invernale. L'idea ispirò l'istituzione dei seminari nazionali nel 1848.
Nell'elaborazione del suo progetto di lavoro, Enrico prese spunto dal pensiero di alcuni legittimisti francesi sulla questione sociale, e in particolare del visconte di Chabrol-Chaméane, del visconte di Bouchage, del barone di Rivière e soprattutto di Alban de Villeneuve-Bargemon. Per quest'ultimo, infatti, la carità da sola non era necessaria ma la futura monarchia francese avrebbe dovuto agire concretamente sull'egoismo e sul cinismo sociale. Enrico d'Artois diede il suo sostegno nel 1849 al marchese de La Rochejacquelein che intendeva creare un'associazione a beneficio delle classi lavoratrici. Da quel momento in poi egli iniziò a incoraggiare sempre più concretamente la creazione di associazioni costituite nell'interesse delle classi lavoratrici, senza però che essi divenissero strumenti di negoziazione sociale, punto a cui il Borbone non intendeva arrivare. Egli promosse delle associazioni per assistere i francesi più poveri in caso di malattia, costituendo degli asili, fornendo aiuto nella formazione degli apprendisti, nella lotta per la rivendicazione ad avere alloggi dignitosi.
La sua dottrina di pensiero si raffinò ulteriormente durante il secondo impero francese. Nella sua Lettera ai lavoratori del 20 aprile 1865, Enrico di Borbone compì un passo importante nell'affermazione della necessità dell'esistenza di un dialogo sociale sulla base dei sindacati. Egli espresse quindi il desiderio che i lavoratori si organizzassero in associazioni ispirate dalle corporazioni, "per la difesa dei loro interessi comuni". Bismarck, dichiarò quasi nel medesimo periodo: "Siamo solo io e il conte di Chambord che portiamo avanti la questione sociale". Queste sue idee ispireranno lo sviluppo di un cattolicesimo sociale in Francia che ben si esprimerà con figure del calibro di Albert de Mun e, soprattutto, René de La Tour du Pin.

### Tentativo di Restaurazione

Bandiera proposta dai filomonarchici a Enrico di Borbone-Francia per convincerlo ad abbandonare il tradizionale drappo bianco della Restaurazione a favore di una insegna di compromesso che univa il tricolore della Rivoluzione allo stemma della monarchia. Enrico rifiutò.

Bandiera francese monarchica che Enrico intendeva utilizzare, derivata da quella pre-rivoluzionaria e utilizzata come stendardo della famiglia reale durante il regno di Carlo X; il re la ufficializzò come bandiera del Regno sotto la Restaurazione con un decreto del 1828.

Nell'agosto 1870, mentre la Francia di Napoleone III subì gravi sconfitte nella guerra contro la Prussia, Enrico di Borbone lasciò il castello di Frohsdorf con l'intenzione di arruolarsi nell'esercito e il 1º settembre 1870 lanciò una chiamata alle armi per tutti i fedeli sudditi di Francia al fine di "respingere l'invasione, e salvare l'onore della Francia con tutti i mezzi, nonché la sua integrità territoriale".
Il 4 settembre 1870 il Secondo Impero francese crollò. Bismarck chiese di negoziare il futuro trattato di pace con un governo eletto dai francesi e pertanto nel febbraio del 1871 vennero organizzate delle elezioni generali; la nuova Assemblea, su un totale di 640 deputati, aveva 240 seggi assegnati ai repubblicani e 400 ai monarchici, questi ultimi divisi tra legittimisti (che appoggiavano Enrico) e orleanisti (che appoggiavano i discendenti di Luigi Filippo).
Radunatasi a Bordeaux il 18 febbraio, l'Assemblea nominò Adolphe Thiers "capo del potere esecutivo della Repubblica francese", con il compito di mediare con i vincitori e favorire la liberazione della Francia dall'occupazione tedesca.
L'8 maggio 1871 il conte di Chambord pubblicò una lettera in risposta a uno dei suoi sostenitori, Carayon-Latour, nella quale egli condannava ogni intrigo politico, affermando la sua fiducia nella Francia, nel tentativo di venire restaurato come legittimo sovrano, sbaragliare gli Orleans e godendo dell'appoggio del popolo francese.
Tuttavia il pretendente legittimista si rifiutò categoricamente di rinunciare alla bandiera bianca dei monarchici in favore del tricolore di natura repubblicana. Per lui questa era una questione di principio che riguardava la sua idea stessa di monarchia. In una lettera del 24 maggio 1871, il principe Enrico affermava di non volere abbandonare la bandiera dei suoi padri che per lui significava "rispetto della religione, protezione di tutto ciò che è giusto, di tutto ciò che è buono, di tutto ciò che è giusto, mentre il tricolore rappresenta la bandiera della Rivoluzione sotto tutti i suoi aspetti che, oltre a riempire gli arsenali del nemico, ne aveva fatto un vincitore" aggiungendo che se avesse avuto ancora a che fare con l'eredità della Rivoluzione, sarebbe stato incapace di fare del bene per la sua patria.
L'8 giugno 1871 l'Assemblea abolì le leggi che bandivano i Borboni dalla Francia, consentendogli finalmente di ritornare legalmente nel suo paese e di prendere parte attiva alla vita politica francese.
A luglio del 1871 Enrico tornò per alcuni giorni sul suolo francese che non rivedeva da trentuno anni, ma se ne ripartì poco dopo, rimandando un tanto atteso incontro con il conte di Parigi della fazione orleanista, fatto che deluse non poco quest'ultima fazione. Il 5 luglio ricevette una delegazione di deputati monarchici appartenenti a tre delle più importanti casate filomonarchiche francesi, i Gontaut-Biron, i La Rochefoucauld-Bisaccia e i Maille, oltre a monsignor Dupanloup, vescovo di Orleans, i quali tentarono di convincerlo ad adottare la bandiera tricolore in una forma di compromesso, ovvero con al centro lo stemma del regno di Francia. Il principe Enrico sembrò non volere cambiare idea e rispose con un articolo su L'Union dell'8 luglio di quell'anno:
(Enrico d'Artois)
La pubblicazione di questa lettera portò a non poche problematiche anche tra i filomonarchici al punto che lo scrittore, storico e avvocato Daniel Halévy, monarchico orleanista-unionista protestante di origine ebraica, anni dopo abbandonò le idee realiste riflettendo su ciò (sarà anche un dreyfusiano e un seguace del regime di Vichy), e disse a tal proposito: "Questo principe, che ha fatto eco alle istanze di un poeta, stava facendo il suo dovere di re? I tedeschi erano a Saint-Denis, il tesoro era vuoto, ogni minuto la Francia richiedeva la sua presenza. E che cosa faceva il Capeto? [...] Chambord non era un uomo della vecchia Francia, il suo atto non si collega in alcun modo alla tradizione regale dei nostri sovrani. Chambord è un figlio di emigranti, un lettore di Chateaubriand. [...] La decisione del conte di Chambord è, nella sua natura, un atto rivoluzionario: con esso si sono rotti i rapporti con la vecchia classe dirigente [...]. Attraverso di essa, la monarchia francese lascia la terra, diventa leggenda e mito".
Anche il papa Pio IX criticò questa scelta, ritenendo prioritaria la Restaurazione al colore della bandiera, ma Enrico venne invece difeso dal vescovo Pie.

### Fallimento della terza restaurazione e morte

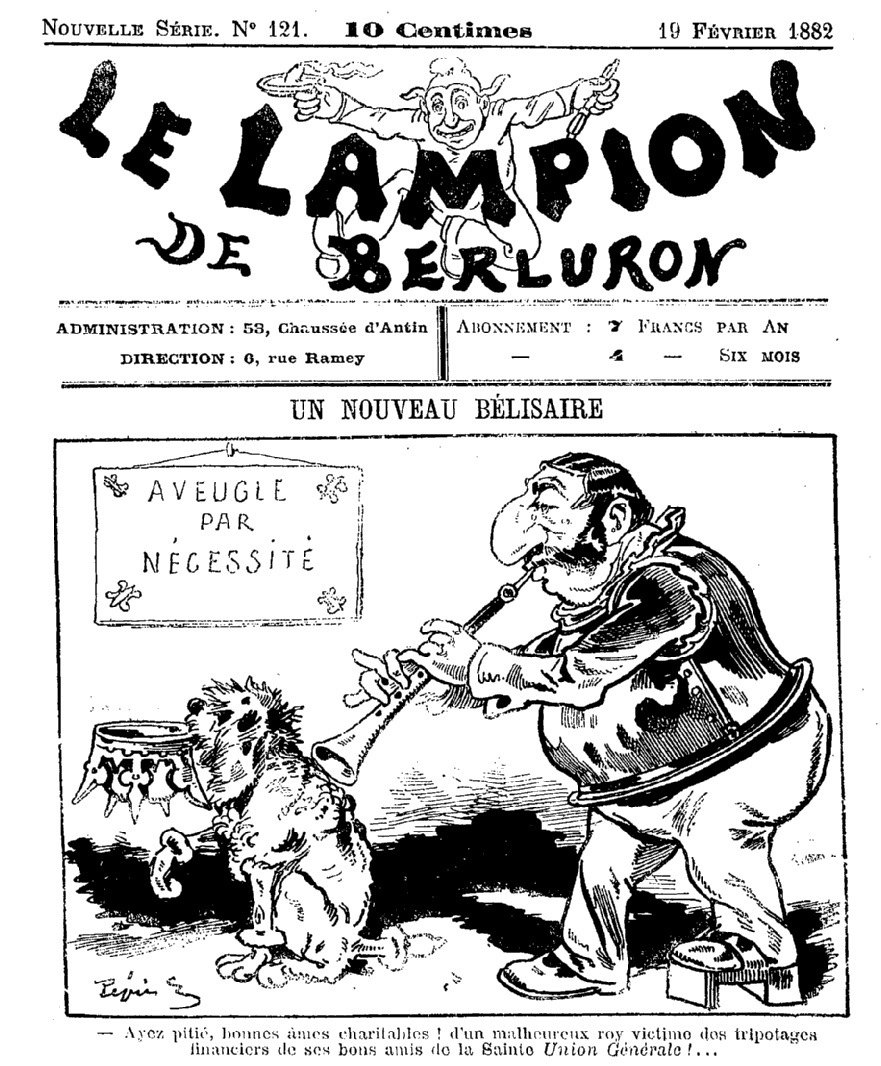
Caricatura sulla fallita restaurazione di Enrico di Borbone

Nel 1871, in seguito alla sconfitta francese nella guerra franco-prussiana e al crollo dell'impero di Napoleone III, il parlamento, di maggioranza realista, era intenzionato a ripristinare la monarchia. Tuttavia esso era diviso tra "legittimisti", che appoggiavano Enrico d'Artois, e "orleanisti", che al contrario appoggiavano l'erede di Luigi Filippo d'Orléans, il succitato Luigi Filippo II, intenzionato a salire al trono con il nome di "Filippo VII". Alla fine l'assemblea si accordò sulla nomina di Enrico d'Artois, al quale in assenza di figli sarebbe comunque dovuto succedere il ramo cadetto degli Orléans; Enrico, però, rifiutandosi di adottare la bandiera tricolore e volendo invece mantenere la bandiera bianca monarchica, perse diversi sostenitori orleanisti.
Il parlamento decise allora di nominare un presidente della Repubblica favorevole ai monarchici, Patrice de Mac-Mahon, e di attendere la morte di Enrico d'Artois per nominare re Luigi Filippo II come "Filippo VII".

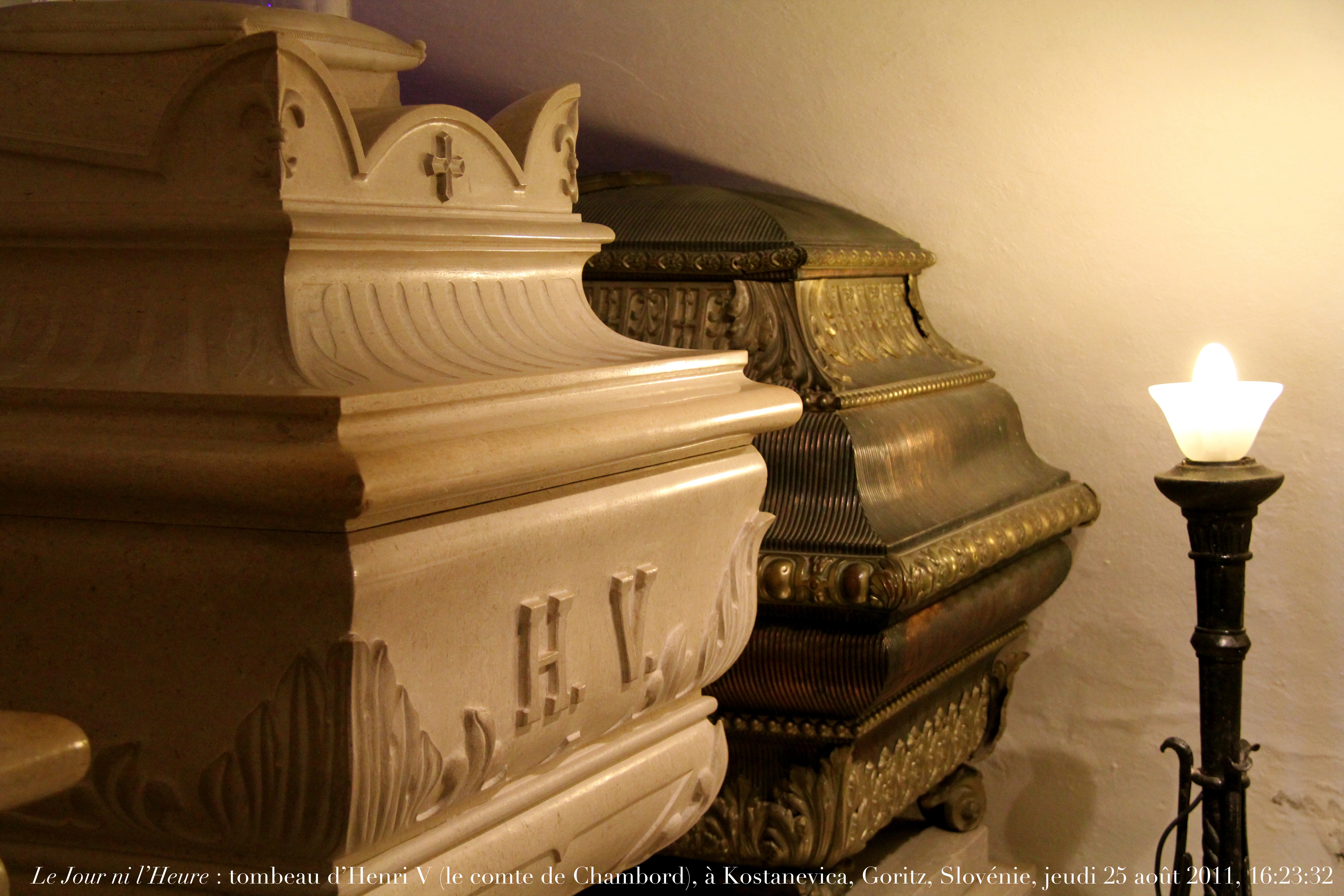
Sarcofago di Enrico nella cripta di Castagnevizza, a Nova Gorica

Tuttavia alla morte di Enrico nel 1883 nell'esilio austriaco fu riconfermata la repubblica, in quanto con le successive elezioni il parlamento era ormai diventato di maggioranza repubblicana.
Durante gli ultimi anni il principe si ritirò nella vita religiosa, ma anche nei piaceri della buona tavola, fino a pesare 110 chilogrammi e per questo si sottopose a una dieta. Nell'ultimo anno di vita perse repentinamente 30 chili ed ebbe forti dolori addominali, facendo pensare che soffrisse di un cancro dello stomaco. Nel luglio 1883 incontrò in Austria don Bosco, venuto a fargli visita. Il conte parve riprendersi, ma peggiorò il mese dopo, facendo diffondere la voce di un avvelenamento o un qualche attentato.
Il conte di Chambord morì a 63 anni non ancora compiuti, ad agosto del 1883, due mesi dopo avere sviluppato una pesante malattia gastrica. Per fugare dubbi la vedova acconsentì, sebbene dopo l'imbalsamazione, all'autopsia, che escluse il tumore e i veleni, ma rilevò profonde lacerazioni della parete gastrica. I medici conclusero che Enrico fosse deceduto per le conseguenze di perforazione gastrointestinale dovuta a ulcera o a cause meccaniche, forse per avere ingerito «un osso rimasto nascosto nella carne».
Dopo un solenne funerale Enrico fu sepolto nella cripta del convento di Castagnevizza, nella chiesa parrocchiale dell'Annunciazione, presso Gorizia (ora nel territorio di Nova Gorica, in Slovenia, a seguito del Trattato di pace tra Italia e Jugoslavia del 1947), dove sono sepolti anche il nonno Carlo X e lo zio Luigi Antonio. Gorizia, all'epoca in Austria, fu infatti l'ultima residenza di esilio dei Borbone del ramo primogenito.

## I monarchici dopo la morte di Enrico
Alla sua morte l'unità raggiunta tra "legittimisti" e "orleanisti" e auspicata dallo stesso conte di Chambord si ruppe. Infatti, se la maggior parte dei legittimisti riconobbe i diritti della linea d'Orléans, un gruppo minoritario tra loro appoggiò le pretese del ramo spagnolo dei Borbone, che aveva perso i diritti sul trono di Francia con la ratifica del trattato di Utrecht (1713), pilastro dell'ordine europeo, e la sua registrazione da parte delle Cortes spagnole e del Parlamento di Parigi. Secondo loro la corona era "indisponibile" e la rinuncia non sarebbe stata valida. Inoltre sostennero che Enrico V non avesse mai nominato Filippo VII d'Orleans come delfino di Francia in via ufficiale e che alla propria morte abbia disconosciuto gli Orléans affidando il trono "alla Provvidenza", avendo nominato invece suo erede patrimoniale universale il suo parente più diretto, il nipote Roberto I di Borbone-Parma, figlio di sua sorella Luisa Maria di Borbone-Francia e del lontano parente Carlo III di Borbone-Parma. Una linea dinastica tra quelle derivanti dai numerosi figli di Roberto (ventiquattro da due mogli, di cui molti però inabili o pre-morti) rappresenta oggi i Granduchi di Lussemburgo.
Lo stesso duca d'Orléans non volle accettare la nomina parlamentare nel periodo post 1873 fino a che Enrico fosse in vita, considerandolo il monarca legittimo, con l'obiettivo di farsi accettare da tutti i monarchici e riconoscere Delfino con un atto ufficiale, consolidando la sua posizione (nel 1848 la sua ascesa come "Luigi Filippo II" era già stata ostacolata e bloccata). Così facendo la monarchia non venne restaurata, e fu confermata la Terza Repubblica francese.
Il partito favorevole al ramo spagnolo, a lungo politicamente insignificante in Francia e incarnato, alla morte di Enrico, dal lontano cugino e cognato conte di Montizón (che, come pretendente, assunse il nome di "Giovanni III" in polemica con "Filippo VII"), anche pretendente del carlismo spagnolo, al contrario di quello leale alla Casa d'Orléans ("Bianchi d'Eu") fu detto dei "Bianchi di Spagna".
Una certa visibilità venne ottenuta da questo partito nel secondo dopoguerra. Nonostante la maggior parte dei legittimisti sia nel tempo confluita nel partito leale agli Orléans ("unionisti"), attualmente guidato da Giovanni IV di Borbone-Orléans, i Bianchi di Spagna tendono a definirsi "legittimisti" o neo-legittimisti e sostengono Luigi XX di Borbone-Dampierre. I monarchici considerano tuttora Enrico come l'ultimo re di Francia.
Il biografo del conte di Chambord, Daniel de Montplaisir, sostiene che anche la posizione politica di Charles de Gaulle (gollismo) sia durante la Resistenza francese con la Francia libera (il generale adottò come simbolo la bandiera tricolore ma con la croce di Lorena in omaggio a Giovanna d'Arco) che nel momento di instaurare la Quinta Repubblica, oltre che al bonapartismo si sia ispirata anche allo "chambordismo", divergendo sull'abbandono dell'Algeria ma non sulla fine graduale del colonialismo, pensando di più alla difficile situazione del confine con la Germania e alla questione dell'indipendenza politica francese.

## Enrico di Chambord nella letteratura
A Enrico fu dedicata, oltre all'Ode per la nascita del duca di Bordeaux di Lamartine, la lirica di Giosuè Carducci La sacra di Enrico Quinto, tratta da Giambi ed Epodi, ispirata dal tentativo fallito di Restaurazione monarchica: Carducci vi rappresenta immaginificamente quella che definì "la visione feroce e grottesca della impossibilità di una restaurazione borbonica".

## Ascendenza
|                                 |                                |                                    | Genitori                             |  |  | Nonni |  |  | Bisnonni                            |  |  | Trisnonni           |  |
|                                 |                                |                                    |                                      |  |  |       |  |  | Luigi Ferdinando di Borbone-Francia |  |  | Luigi XV di Francia |  |
|                                 |                                |                                    |                                      |  |  |       |  |  | Luigi Ferdinando di Borbone-Francia |  |  | Luigi XV di Francia |  |
|                                 |                                | Maria Leszczyńska                  |                                      |  |  |       |  |  | Luigi Ferdinando di Borbone-Francia |  |  |                     |  |
| Carlo X di Francia              |                                |                                    |                                      |  |  |       |  |  | Luigi Ferdinando di Borbone-Francia |  |  |                     |  |
|                                 |                                | Maria Giuseppina di Sassonia       | Augusto III di Polonia               |  |  |       |  |  |                                     |  |  |                     |  |
|                                 |                                | Maria Giuseppina di Sassonia       | Augusto III di Polonia               |  |  |       |  |  |                                     |  |  |                     |  |
|                                 |                                | Maria Giuseppina di Sassonia       | Maria Giuseppa d'Austria             |  |  |       |  |  |                                     |  |  |                     |  |
| Carlo di Borbone-Francia        |                                | Maria Giuseppina di Sassonia       |                                      |  |  |       |  |  |                                     |  |  |                     |  |
|                                 |                                | Vittorio Amedeo III di Savoia      | Carlo Emanuele III di Savoia         |  |  |       |  |  |                                     |  |  |                     |  |
|                                 |                                | Vittorio Amedeo III di Savoia      | Carlo Emanuele III di Savoia         |  |  |       |  |  |                                     |  |  |                     |  |
|                                 |                                | Vittorio Amedeo III di Savoia      | Polissena Cristina d'Assia-Rotenburg |  |  |       |  |  |                                     |  |  |                     |  |
| Maria Teresa di Savoia          |                                | Vittorio Amedeo III di Savoia      |                                      |  |  |       |  |  |                                     |  |  |                     |  |
|                                 |                                | Maria Antonietta di Borbone-Spagna | Filippo V di Spagna                  |  |  |       |  |  |                                     |  |  |                     |  |
|                                 |                                | Maria Antonietta di Borbone-Spagna | Filippo V di Spagna                  |  |  |       |  |  |                                     |  |  |                     |  |
|                                 |                                | Maria Antonietta di Borbone-Spagna | Elisabetta Farnese                   |  |  |       |  |  |                                     |  |  |                     |  |
| Enrico V di Francia             |                                | Maria Antonietta di Borbone-Spagna |                                      |  |  |       |  |  |                                     |  |  |                     |  |
|                                 | Ferdinando I delle Due Sicilie | Carlo III di Spagna                |                                      |  |  |       |  |  |                                     |  |  |                     |  |
|                                 | Ferdinando I delle Due Sicilie | Carlo III di Spagna                |                                      |  |  |       |  |  |                                     |  |  |                     |  |
|                                 | Ferdinando I delle Due Sicilie | Maria Amalia di Sassonia           |                                      |  |  |       |  |  |                                     |  |  |                     |  |
| Francesco I delle Due Sicilie   | Ferdinando I delle Due Sicilie |                                    |                                      |  |  |       |  |  |                                     |  |  |                     |  |
|                                 |                                | Maria Carolina d'Asburgo-Lorena    | Francesco I del Sacro Romano Impero  |  |  |       |  |  |                                     |  |  |                     |  |
|                                 |                                | Maria Carolina d'Asburgo-Lorena    | Francesco I del Sacro Romano Impero  |  |  |       |  |  |                                     |  |  |                     |  |
|                                 |                                | Maria Carolina d'Asburgo-Lorena    | Maria Teresa d'Austria               |  |  |       |  |  |                                     |  |  |                     |  |
| Carolina di Borbone-Due Sicilie |                                | Maria Carolina d'Asburgo-Lorena    |                                      |  |  |       |  |  |                                     |  |  |                     |  |
|                                 |                                | Leopoldo II d'Asburgo-Lorena       | Francesco I del Sacro Romano Impero  |  |  |       |  |  |                                     |  |  |                     |  |
|                                 |                                | Leopoldo II d'Asburgo-Lorena       | Francesco I del Sacro Romano Impero  |  |  |       |  |  |                                     |  |  |                     |  |
|                                 |                                | Leopoldo II d'Asburgo-Lorena       | Maria Teresa d'Austria               |  |  |       |  |  |                                     |  |  |                     |  |
| Clementina d'Austria            |                                | Leopoldo II d'Asburgo-Lorena       |                                      |  |  |       |  |  |                                     |  |  |                     |  |
|                                 |                                | Maria Ludovica di Borbone-Spagna   | Carlo III di Spagna                  |  |  |       |  |  |                                     |  |  |                     |  |
|                                 |                                | Maria Ludovica di Borbone-Spagna   | Carlo III di Spagna                  |  |  |       |  |  |                                     |  |  |                     |  |
|                                 |                                | Maria Ludovica di Borbone-Spagna   | Maria Amalia di Sassonia             |  |  |       |  |  |                                     |  |  |                     |  |
|                                 |                                | Maria Ludovica di Borbone-Spagna   |                                      |  |  |       |  |  |                                     |  |  |                     |  |